# Sangolquí
Sangolquí är en ort i Ecuador.   Den ligger i provinsen Pichincha, i den centrala delen av landet, 14 km sydost om huvudstaden Quito. Sangolquí ligger 2 513 meter över havet och antalet invånare är 5 114.
Terrängen runt Sangolquí är huvudsakligen kuperad, men den allra närmaste omgivningen är platt. Sangolquí ligger nere i en dal. Runt Sangolquí är det tätbefolkat, med 613 invånare per kvadratkilometer. Närmaste större samhälle är Quito, 14,1 km nordväst om Sangolquí. Runt Sangolquí är det i huvudsak tätbebyggt.